# Андрићград
Андрићград или Каменград је дио града, културни центар и врста етно-села, који се налази на локацији Ушће на самом ушћу ријека Дрина и Рзав у Вишеграду чији је идејни творац режисер Емир Кустурица. За посјетиоце је отворен 5. јула 2012.
Андрићград је изграђен од камена и у њему се налази педесетак објеката. У Андрићграду постоји градско позориште, модерни биоскоп, градска управа, академија лијепих умјетности, зграда Андрићеве гимназије, ријечна марина и пристаниште, хотели, тргови, црква, стари хан, дућани и спомен кућа Иве Андрића. У оквиру академије лепих уметности која ће постојати у Каменграду, радиће Факултет за режију. Очекује се и да Србија, а можда и неке друге земље, отворе своје конзулате и почасне конзулате у Андрићевом граду. 28. јуна 2013. године отворен је Андрићев институт.
Овде је 2016. основана међународна Академија уметности за школовање глумаца, редитеља и сродних занимања.
Цркву посвећену Светом цару Лазару и Косовским мученицима, на Видовдан 28. јуна 2014. године освештао је Патријарх српски Иринеј.

## Споменик Иви Андрићу
Споменик Иви Андрићу се налази на Тргу Николе Тесле у централном дијелу Андрићграда. Споменик који је висок 2,4 метра откривен је на Видовдан 28. јуна 2012. за вријеме свечаности Обиљежавања годишњице од почетка изградње Андрић града. Споменик је настао као реаговање на рушење бисте Иве Андрића у Вишеграду 1991. Бисту Иве Андрића у Вишеграду су 1. јула 1991. мацолама срушила петорица муслиманских екстремиста које је предводио Мурат Шабановић, а затим је бацили у ријеку Дрину.

## Споменик Петру II Петровић Његошу
Споменик Његошу, налази се на истоименом тргу, испред цркве светог кнеза Лазара, чувајући леђа Иви Андрићу. Открио га је 29. новембра 2013. године Матија Бећковић, на свој рођендан уз ријечи:
„Добро дошао Господару у град саграђен и због тога да имаш где и код кога доћи, а чим си дошао, постало је очигледно да си ту одувек и био, да одавде никуд ниси ни одлазио.”
Споменик је идентичан споменицима у Подгорици и Београду. На постаменту споменика исписано је: 
"трагичном јунаку косовске мисли“.

## Почасни грађани
За почасне грађане су уручивањем златног кључа за вријеме свечаности Обиљежавања годишњице од почетка изградње Андрић града на Видовдан 28. јуна 2012. проглашени Милорад Додик, затим Вук Јеремић и Матија Бећковић.

## Историја

### Пројекат Каменград
Каменград је промотивни пројекат Републике Српске. Према најави Милорада Додика, поред Владе Републике Српске, у финансирање пројекта ће се укључити Општина Вишеград која се финансира из буџета Републике Српске, као и Емир Кустурица. У саму реализацију пројекта ће бити укључене Електропривреда Републике Српске и Српске шуме. Идеја за пројекат је потекла из разговора Милорада Додика и Емира Кустурице 30. новембра 2009. у Бањалуци, чиме је замишљено да Каменград у Вишеграду буде верзија Дрвенграда у Мокрој Гори, те његова туристичка атракција и „синоним за кулутуру и умјетност Српске“. Дрвенград је удаљен око 20 km од Вишеграда. Идејни концепт Каменграда је замисао Емира Кустурице.
Каменград ће да се простире на 14.000 m², односно 1,75 хектара на локацији Ушће које се налази на самом ушћу ријека Дрина и Рзав уз обалу у Вишеграду. Сам пројекат ће коштати између 20 и 25 милиона КМ. Према пројекту, на простору Каменграда ће се налазити више од 50 камених кућа, централна црква, позориште и пијаца, затим продавнице, механе, и марина за пристанак пловних објеката на Дрини. Здања ће бити грађена од модерног материјала а обложена каменом из напуштених кућа по Херцеговини, тако да ће Каменград изгледом да подсјећа на Требиње.
Пројекат Каменград је представљен 28. фебруара 2011. у Вишеграду. Почетак радова на изградњи Каменграда је обележен на Видовдан 2011, а предвиђено је и да Каменград буде главна локација за снимање играног филма „На Дрини ћуприја“ који ће финансирати Република Српска, а режирати Емир Кустурица.

### Церемонија почетка изградње
Церемонија почетка изградње „Андрићграда“ је одржана на Видовдан 28. јуна 2011. године. Церемонији је присуствовао председник Републике Српске Милорад Додик, председник Владе Републике Српске Александар Џомбић, Емир Кустурица, више министара Владе Републике Српске и други званичници. Након интонације химне Републике Српске одржани су говори, а након тога је на самом мјесту почела изградња Каменграда док је Симфонијски оркестар Радио-телевизије Србије у исто вријеме изводио Кармина Бурана.
Иако је сама изградња почела на Видовдан, камен-темељац су 19. јула 2011. заједно положили председник Републике Српске Милорад Додик и српски режисер Емир Кустурица. У темеље су положене флаше са маслиновим уљем и поруком: 
Камен темељац за позориште, градску кућу и мултиплекс Чича Илија Станојевић, љета господњег 2011. положише предсједник Републике Српске Милорад Додик и режисер Емир Кустурица.

## Галерија
- поглед на Андрићград са Дрине